# Кодекс Ботурини

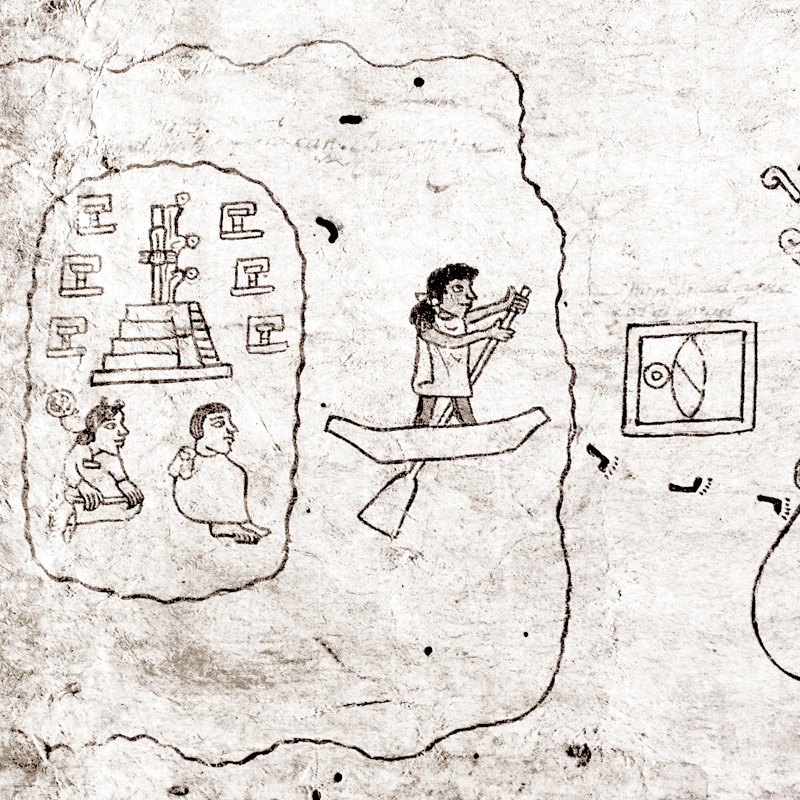
Ацтеки отправляются в путь из Ацтлана, первая страница кодекса

Кодекс Ботурини (codex Boturini) — ацтекская пиктографическая рукопись неизвестного автора. Название дано по имени одного из первых владельцев кодекса, знаменитого собирателя и историка Лоренцо Ботурини. В настоящее время находится в коллекции Национального музея антропологии в Мехико.
Представляет собой длинный лист бумаги (19,8 на 549 см) из коры фикуса, сложенный гармошкой таким образом, что получились страницы, которые можно листать. Сохранилась 21 целая страница, 22-я страница оборвана на половине, и конец рукописи неизвестен. За исключением дат, нарисованных красным цветом, рисунки выполнены в чёрной краске, в отличие от других, обычно цветных, кодексов. Ещё одно отличие кодекса Ботурини — неплотное расположение рисунков, незаполненные места на страницах.
Большинство эпизодов снабжено столбцами дат. Человеческие фигуры в основном изображены группами по четыре, вероятно, из-за того значения, которое это число имело в культуре ацтеков.
Кодекс повествует о легендарном путешествии из мифического Ацтлана в долину Мехико. Отсюда его название «Полоса странствий» (исп. Tira de la Peregrinación).
В сохранившемся фрагменте говорится о том, как мешики (самоназвание ацтеков) тронулись в путь около 1116 года — это приблизительный подсчёт на основании сопоставления обозначенных в кодексе дат и христианского календаря. Они не шли прямой дорогой и время от времени делали остановки на несколько лет, в частности, в Толлане, затем снова пускались в путь и через сто с лишним лет поселились на холме Чапультепек. Рукопись не доходит до основания ацтеками города Теночтитлан на озере Тескоко, она заканчивается на том времени, когда в конце XIII в. ацтеки попали в подчинение жителям города Кулуакан, где был принесен в жертву ацтекский вождь Уицилиуитль.
Извилистый путь мешиков сопровождается следами ног. Они не только указывают направление движения, но и, как на других изображениях в книгах и архитектуре, свидетельствуют о присутствии невидимого бога. Таким образом, эти следы могут быть оставлены богом Уицилопочтли, сопровождавшим мешиков в их пути.
Стиль и содержание рукописи позволяют уверенно заявить, что она была составлена в районе Теночтитлана. Время составления относят к первой половине XVI века (1521—1540), вскоре после начала испанского завоевания Центральной Америки. В качестве основания для этого указывают на европеизированное изображение дерева на 3-й странице, хотя других подобных контаминаций рукопись не содержит.
Существуют различные мнения относительно того, как использовался кодекс. Это мог быть исторический набросок, служивший справочным материалом, основой для более подробного трактата или учебным пособием для тех, кто ещё не научился читать более сложные книги с плотным расположением пиктограмм. Также есть мнение, что эта книга была составлена специально для испанских завоевателей как краткий рассказ об истории и доказательство прав коренного народа на свои земли, поэтому она достаточно проста и может быть легче понята чужеземцем.

## Фрагмент
Сам характер пиктографического письма допускает различные толкования, однако расхождения в интерпретации кодекса Ботурини незначительны, так как в данном случае она подкрепляется сведениями из других источников.
| | Два года народ был вне закона: (5) год 3 Кремень (6) и год 4 Дом. (7) Они сделали рабами тех, кого захватили; и те два года оставались в Контитлане («Место кувшинов»): (8) год 5 Кролик (9) и год 6 Тростник |
| (1) Чимальмашочитль («Водяной цветок с лепестками, как щит») (2) и её отец Уицилиуитль («Перо колибри») (3) были захвачены врагами и приведены перед лицо Кошкоштли («Фазаний господин»), правителя (4) Кулуакана («Склонённая гора»). | |

|  | (3) Кошкоштли предложил им свободу, если они будут биться за него на войне. (2) Кулуакан объявил войну Шочимилько («Место цветов»). (1) Некоторых принесли в жертву в Кулуакане. |

| 1. Он велел им принести ему уши шочимилькан [от каждого убитого]. 2. Они попросили оружие. 3. Кошкоштли отказал им. 4. Они договорились между собой, что всё равно пойдут. 5. И собрали много ушей у шочимилькан. |
| Мешики [освободившись от рабства] отправились вперёд отрядами, с ножами в руках и боевыми кличами [завоёвывать новые земли].                                                                                      |

Здесь рукопись обрывается. Остается непонятным, хотел ли автор закончить на этом своё повествование или конец рукописи утерян. Незаполненные места на предпоследней странице и части последней дают основание предполагать, что автор не успел закончить свою работу, хотя, возможно, он сделал это намеренно, если того требовало продолжение рассказа.